# قانون دي فوكولورس
في الفيزياء الفلكية قانون دي فوكولورس المعروف أيضا باسم توصيف دي فوكولورس ، هو قانون تجريبي مستخدم على نطاق واسع لوصف المظهر السطحي لسطح المجرات الإهليلجية. يصف القانون كيف يتباين سطوع سطح {\displaystyle I} المجرة ذات الشكل الإهليلجي باعتباره دالة للمسافة الظاهرية {\displaystyle R} من المركز:
{\displaystyle \ln I(R)=\ln I_{0}-kR^{1/4}.}
من خلال تحديد Re بأنه نصف قطر الاستضاءة (نصف القطر الفعال) الذي يحتوي على نصف مجموع ضياء المجرة.
و يمكن كتابة قانو دي فوكولورس:
{\displaystyle \ln I(R)=\ln I_{e}+7.669\left[1-\left({\frac {R}{R_{e}}}\right)^{1/4}\right]}
أو:{\displaystyle I(R)=I_{e}e^{-7.669\left[({\frac {R}{R_{e}}})^{1/4}-1\right]}}
حيث Ie هو سطوع السطح في Re. ويمكن تأكيد ذلك بالإشارة إلى:{\displaystyle \int _{0}^{R_{e}}I(r)2\pi rdr={\frac {1}{2}}\int _{0}^{\infty }I(r)2\pi rdr.}
قانون دي فوكولورس لا يناسب بالضرورة جميع المجرات الإهليلجية في جميع انطاقات ومع ذلك فالقانون يصف بشكل جيد جدا توزيع سطوع المجرات ذات الشكل الإهليلجي. وقد أظهرت الدراسات أن القانون يمكن أن يكون النتيجة النهائية للمجرات المدمجة. على سبيل المثال، المجرة الغريبة NGC 7252.
سُمى القانون بهذا الاسم نسبة لجيرارد دي فوكولورس الذي صاغه في عام 1948 .

## وصلة خارجية
- Eric Weisstein's World of Astronomy entry